# Pniewy (osada leśna w województwie kujawsko-pomorskim)
Pniewy – osada leśna w Polsce, położona w województwie kujawsko-pomorskim, w powiecie żnińskim, w gminie Gąsawa.
W latach 1975–1998 miejscowość administracyjnie należała do województwa bydgoskiego.